# Haploniscus nudifrons
Haploniscus nudifrons är en kräftdjursart som beskrevs av Wiebke Brökeland och Raupach 2008. Haploniscus nudifrons ingår i släktet Haploniscus och familjen Haploniscidae. Inga underarter finns listade i Catalogue of Life.